# Хардин, Андрей Николаевич
Андре́й Никола́евич Харди́н (14 сентября 1842, село Сколково Самарского уезда — 6 февраля 1910, Самара) — русский шахматист,  юрист по профессии. Играл в основном по переписке.

## Биография
Из дворян. Родился в имении отца. С золотой медалью окончил Первую Казанскую гимназию, затем учился в Казанском университете на юридическом факультете, который окончил со званием кандидата прав в 1864 г..
Был направлен в Вятку в должности мирового посредника при Вятском окружном суде. В этот период стал известен среди юридического сообщества успешным завершением «дела Холуницких заводов», по итогам которого губернатор обязал заводовладельцев полностью погасить накопившуюся крупную задолженность перед рабочими. Хардин получил популярность среди простого народа, однако недовольные исходом дела заводчики добились того, что мировой посредник вынужден был покинуть Вятку.
В 1867 г. приехал в Самару, где работал в губернской земской управе, а в 1872 году стал её председателем; уволен от этой должности по Высочайшему повелению 27 марта 1873 г. за оказание губернатору «явного неуважения». Отличался «социально-демократическими убеждениями» и, заведуя Самарской земской фельдшерской школой, привлекал к преподаванию лиц политически неблагонадежных. В конце 1870-х годов — присяжный поверенный в Самаре. Арестован в конце апреля 1879 года в связи с делом о пребывании в Самарской губернии А. К. Соловьева. 
В Самаре Хардин жил с семьёй в доме на Саратовской улице (современный адрес: ул. Фрунзе, 65).
В 1892—1893 годах у Андрея Хардина работал помощником у самарского присяжного поверенного (адвоката) Владимир Ленин, ведя уголовные дела, проводил «казённые защиты». Ещё до личного знакомства между Ульяновым и Хардиным состоялась партия в шахматы по переписке, которую будущий лидер большевистской партии проиграл. Их первая встреча состоялась весной 1889 года, когда семья Ульяновых переехала в Самару. Ульянов и Хардин часто играли партии между собой, иногда организовывали турниры.

## Увлечение шахматами
В 1870 годах встречался в Петербурге с сильнейшими шахматистами России, выиграл партии у Семёна Алапина, Михаила Чигорина и других. В 1878 году переехал в Самару, вскоре приобрёл известность как адвокат и общественный деятель. В 28 лет был выбран председателем Самарской губернской земской управы, но вскоре был смещён.
В 1891 году выиграл матч в Самаре у Рафаила Фалька — 5 : 2. В игре по переписке победил в двух партиях Эммануила Шифферса, но очный матч (Самара, 1895) проиграл ему — 2 : 7 (+1 −6 =2). Хардин постепенно отходит от шахмат и лишь изредка играет лёгкие партии.
Занимался изучением дебютов, особенно королевским гамбитом и гамбитом Эванса. В последнем: после 1.e4 e5 2.Кf3 Кc6 3.Сc4 Сc5 4.b4 С:b4 5.c3 Сa5 6.0-0 d6 7.d4 Сd7 (ныне играют 7. ... Сb6!) вместо применявшегося тогда 8.Фb3 предложил 8.de de 9.Кbd2! и дал подробный анализ возможных продолжений (журнал «Шахматное обозрение», 1893, № 23—25). Избирается членом подготовительного комитета Всероссийского шахматного союза (1909).
Среди игравших с Хардиным по переписке был знаменитый Андрей Андреевич Марков (1856 — 1922).
В 1889 — 1892 годах среди участников шахматных турниров и консультационных партий, проводившихся в доме Хардина в Самаре, был В. И. Ульянов, проходивший под его руководством адвокатскую практику.
Видный общественный деятель Андрей Николаевич Хардин пользовался весьма почетной известностью и в шахматном мире. Не имея возможности, по роду своих занятий, уделять игре много времени и участвовать в серьезных состязаниях, Андрей Николаевич тем не менее достиг в ней весьма значительной силы, проявившейся главным образом в анализах, которые помещались в различных шахматных изданиях, и в игре по перепискеБ. Малютин в газете «Речь»

## Семья
У Хардина было два брата: старший — Николай (участник Севастопольской обороны 1854 — 1855 годов), младший — Владимир (первый главврач первой польской психиатрической больницы).